# 泰耶-阿尔让蒂
泰耶-阿尔让蒂（法語：Teillet-Argenty，法語發音：[tɛjɛ aʁʒɑ̃ti]）是法国阿列省的一个市镇，位于该省西部，和克勒兹省接壤，属于蒙吕松区。该市镇于1804年由原市镇泰耶（Teillet）和阿尔让蒂（Argenty）合并而成。

## 地理
泰耶-阿尔让蒂（46°15'34"N, 2°30'43"E）面积21.99 平方千米，位于法国奥弗涅-罗讷-阿尔卑斯大区阿列省，该省份为法国中部省份，北起涅夫勒省、西北接谢尔省，西南至克勒兹省，南至多姆山省，东南临卢瓦尔省，东临索恩-卢瓦尔省。
与泰耶-阿尔让蒂接壤的市镇（或旧市镇、城区）包括：利涅罗勒、马济拉、普雷米亚、坎赛讷、圣泰朗斯、比德利耶尔、维耶尔萨。

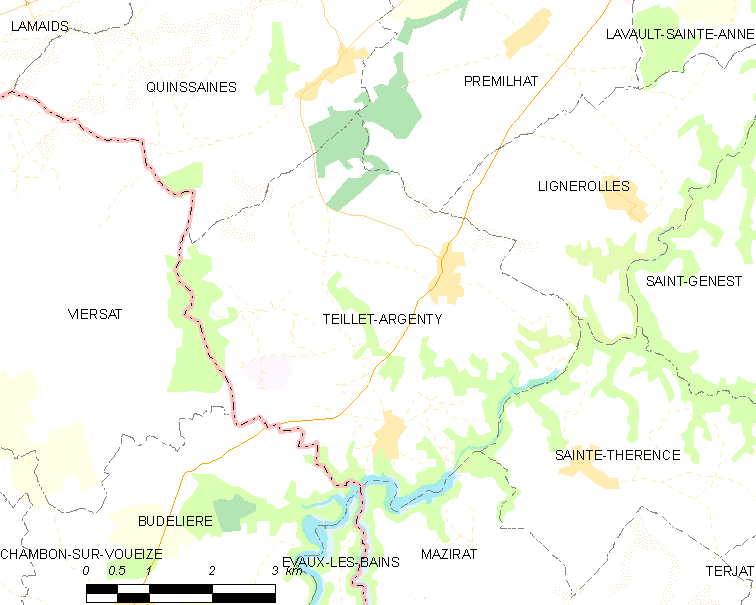
泰耶-阿尔让蒂的OSM定位图

泰耶-阿尔让蒂的时区为UTC+01:00、UTC+02:00（夏令时）。

## 行政
泰耶-阿尔让蒂的邮政编码为03410，INSEE市镇编码为03279。

## 政治
泰耶-阿尔让蒂所属的省级选区为蒙吕松第四县。

## 人口

1962-2008年间泰耶-阿尔让蒂人口变化图示

泰耶-阿尔让蒂于2022年1月1日时的人口数量为553人。